# Резников, Семён Иосифович
Семён (Соломон) Иосифович Резников (8 декабря 1901, Горловка — 18 мая 1976, Москва) — советский руководитель промышленности, директор Таганрогского металлургического завода (1937—1938).

## Биография
Окончил механический факультет Харьковского технологического института в 1929 году со званием инженера‒механика по специальности «Горячая обработка металлов».
С 1937 по 1938 год руководил Таганрогским металлургическим заводом.
С 1942 по 1945 год был директором Нижнетагильского металлургического комбината и одновременно заместителем наркома Министерства черной металлургии СССР.
В 1948 году был назначен первым директором Череповецкого металлургического завода.
Похоронен на Донском кладбище в Москве.